# Isfahan-Wildschaf
Das Isfahan-Wildschaf (Ovis isphahanica), auch Esfahan-Mufflon genannt, ist eine Wildschaf-Art, die im Iran endemisch ist. Die Art ist monotypisch. 

## Merkmale
Das Isfahan-Wildschaf erreicht eine Schulterhöhe von 65 bis 82 cm und ein Gewicht von 40 bis 70 kg.
Die Hörner wachsen in einem Bogen, wobei die Spitzen in Richtung des Halses oder darüber hinaus ausgerichtet sind. Die Krümmungsebene der Hörner ähnelt der des Armenischen Wildschafs, ist jedoch stärker vertikal geneigt. Die vorderen Ränder der Hörner sind abgerundet, während der hintere Rand scharf ist. Das Isfahan-Wildschaf hat schwarzes Haar unter der Kehle und auf der Brust, und das Haar ist viel länger als bei der armenischen Form. Ein heller Sattelfleck ist normalerweise vorhanden. Einige Mutterschafe haben kleine Hörner, anderen fehlen sie.
Männliche Tiere im Winterfell haben eine durchgehende schwarze Halskrause, die sich von der Kehle bis zum Brustkorb erstreckt, und einen deutlichen weißen Sattelfleck. Die Unterseiten und der obere Teil der Beine sind braun. Der Bereich von den Knien bis zu den Fesseln ist bei beiden Geschlechtern gewöhnlich weiß. Die Schnauze und das Kinn sind weiß. Die diploide Chromosomenzahl ist unbestimmt, mit Ausnahme der Exemplare aus dem Mooteh-Wildreservat, die eine diploide Zahl von 54 aufweisen.

## Systematik
Die Wildschaf-Taxonomie ist umstritten; das Armenische Wildschaf (O. gmelini), das Isfahan-Wildschaf und das Laristan-Wildschaf (O. laristanica) wurden früher als Unterart von Ovis orientalis klassifiziert. Dieser Name basiert jedoch auf einer Hybrid-Population von Wildschafen aus dem nördlichen Zentral-Iran und ist daher ein Nomen nudum. Das Isfahan-Wildschaf wurde 1910 von Nikolai Wiktorowitsch Nassonow als Ovis orientalis isphaganica in der russischen Fachzeitschrift Вестник Академии наук Санкт-Петербурга (Bulletin of the Academy of Sciences of Saint Petersburg) erstbeschrieben. 1911 korrigierte Nassonow den Namen „isphaganica“ als Schreibfehler und klassifizierte das Tier in derselben Zeitschrift als Ovis urmiana isphahanica. 1912 verwendete Richard Lydekker den Namen Ovis orientalis isphahanica. Colin Groves und Peter Grubb klassifizierten das Taxon unter dem alten unkorrigierten Namen Ovis isphaganica 2011 erneut als eigenständige Art. Im selben Jahr wurde das Isfahan-Wildschaf im Handbook of the Mammals of the World als Ovis isphahanica erwähnt. Gerhard R. Damm und Nicolás Franco klassifizierten es 2014 als Unterart von Ovis gmelini.

## Verbreitungsgebiet

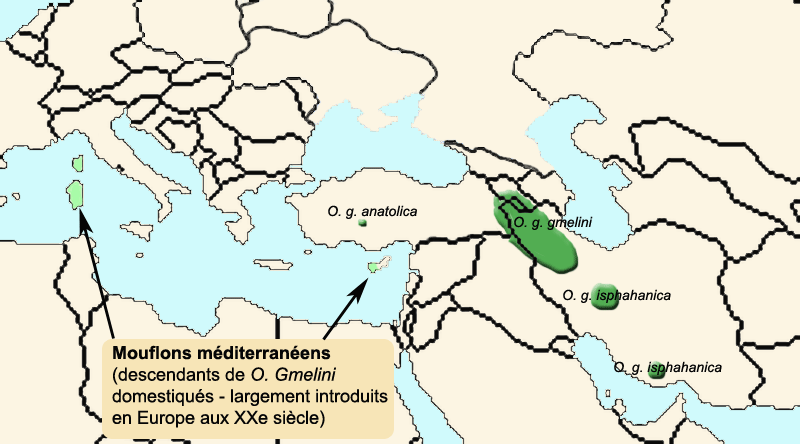
Verbreitungsgebiet des Isfahan-Wildschafs

Das Isfahan-Wildschaf kommt in den Wildschutzgebieten Tang-Sayyad und Kola-Ghazi, Haftad Gholleh, Oshtorankouh, im Tandooreh-Nationalpark, im Qamishlu-Nationalpark sowie im Mooteh-Wildreservat, 80 km nordwestlich von Isfahan, vor.

## Lebensraum
Das Isfahan-Wildschaf kommt in den niedrigeren, weniger steilen Abschnitten der Gebirgsketten rund um die Stadt Isfahan auf einer Höhe von nicht mehr als 2000 m über dem Meeresspiegel vor. Im Dare-Anjir-Wildreservat sind Isfahan-Wildschafe die am häufigsten gerissene Beute von Asiatischen Geparden (Acinonyx jubatus venaticus). Auch der Wolf (Canis lupus) gehört zu den Fressfeinden. Seine Auswirkungen auf die Wildschafpopulationen sind jedoch nicht hinreichend studiert.

## Lebensweise
Über die Lebensweise des Isfahan-Wildschafs liegen keine spezifischen Informationen vor. Verwandte Arten sind in erster Linie Weidegänger. Die Tragzeit beträgt etwa 150 bis 160 Tage, nach der ein oder zwei Nachkommen geboren werden. Andere Wildschafarten sind dämmerungsaktiv, wobei die meisten Aktivitäten in den frühen Morgen- und Abendstunden stattfinden. Während der heißen Tageszeit ruhen diese Tiere. Zudem sind Wildschafe gesellig, was bei Weibchen und Jungtieren besonders ausgeprägt ist.

## Status
Das Isfahan-Wildschaf wird in der IUCN Red List als Unterart von Ovis gmelini geführt, wo es als „gefährdet“ (vulnerable) klassifiziert wird. Die vom iranischen Umweltministerium für die Schutzgebiete in den Provinzen Isfahan, Tschahār Mahāl und Bachtiyāri, Luristan und Markazi gemeldeten Zahlen der Wildschafe schwankten zwischen 2007 (circa 6000) und 2016 (circa 18.300) stark. Die großen Unterschiede zwischen den Jahren lassen zumindest teilweise auf Unstimmigkeiten bei den Bestandsschätzungen und/oder der Berichterstattung schließen.